# 翁瑋盈
翁瑋盈（Janet Yung，1982年7月8日 - ），香港作曲家、编曲家、音乐制作人，畢業於香港演藝學院音樂系。2003年开始参与流行音乐制作，第一首作曲作品为刘浩龙的歌曲《跳水》，代表作品有容祖儿的《16号爱人》《去火星戀愛》、泳儿的《黛玉笑了》、薛凯琪的《南瓜车》等，并参与陈奕迅、容祖儿等歌手演唱会的幕后工作，在Eason and the duo band中担任小提琴手，亦为中国大陆及香港多部电影、电视剧创作配乐。丈夫为香港音乐制作人黃艾倫，于2020年1月1日诞下一女。

## 创作流行曲

### 2003年
- 戴莘蔚 - 出於污泥（弦乐编写）
- 关心妍 - 關心…心妍（弦乐编写）
- Double R feat. 许志安 - 安哥之歌（弦乐编写）

### 2004年
- 刘浩龙 - 跳水（曲）
- 容祖儿 - 16号爱人（曲）
- 薛凯琪- 南瓜车 （曲）
- 王琪 - 同一屋簷下（曲）
- 傅珮嘉 - 轉 (鋼琴版)（编）
- Boy'z - 争你 （曲）

### 2005年
- 吴浩康、梁洛施 - 上帝保佑（曲）
- 关心妍 - 算 （曲）
- 容祖儿 - 去火星恋爱 （曲）
- 邓颖芝 - 纪念 （曲）
- 钟欣桐、关智斌 - 良心发现 （编）

### 2006年
- 容祖儿 - 摩登时代（曲）
- 泳儿 - 你我她（曲）
- 梁洛施 - 眼泪的好戏（曲）
- 关智斌 - 蓝白红（曲、编）
- 关智斌 - 东京特急（编）
- 詹瑞文 - 卡門 (沖凍水涼版) （编）

### 2007年
- 泳儿 - 黛玉笑了（曲）
- 李蘊 - 彩虹桥（曲）
- 关智斌 - 二十出頭（曲）

### 2008年
- Twins - 可爱可不爱（曲）
- 有耳非文 - 不眠优伶（曲、编）
- 郑希怡 - 月圆（曲）
- 郑希怡 - 從前從前的從前（曲）

### 2009年
- 洪杰 - 差利（曲、編）

### 2010年
- 李蕴 - 90后天空（曲、編）
- 张敬轩 - 茶想曲（曲）
- 蔡卓妍 - 煞有介事（曲）
- 朱紫嬈 - 騎著人馬座的人 （曲）
- 吴彤 - 断桥 （弦乐编写）

### 2011年
- 朱紫嬈 - 男人不該讓女人流淚 （编、監）
- 朱紫嬈 - 投影 （编、監）

### 2012年
- 朱紫嬈 - 悲劇序曲 （曲、编、監）
- 朱紫嬈 - 摇篮曲 （曲、编、監）
- 朱紫嬈 - 幸福论（编、監）
- 朱紫嬈 - 幸福的诠释 （编）
- 郑融 - 断片 （曲）
- 岑宁儿 - 甦醒 （曲、編、監）
- 张智霖、付梦妮 - 爱我，不爱我 （曲、编）
- 陳僖儀 - 嘈 （曲、编）
- 陳僖儀 - 後備 / 第二情人 （编）

### 2013年
- 王祖蓝 - 歌和老街（曲、编）
- 陳僖儀 - 爱的剧本 （曲、编）
- 容祖儿 - 临床（曲、编）
- 谢安琪 - 一（编）
- 野佬 - 星火（弦乐编写）

### 2014年
- 容祖儿、谢霆锋 - 让我们走下去（编）
- 容祖儿 - 天然呆（曲、编）

### 2015年
- 岑宁儿 - 光之翼（编）
- 野佬 - 时间静止器（弦乐编写）
- 野佬 - 夫目前飯（弦乐编写）

### 2017年
- 卢巧音 - 明天我與你海邊跑一天（曲、编、監）
- 胡夏 - 夏至未至（曲、编）
- 專家Dickson - Earth Vely Danger（監）

### 2018年
- 谢春花 - 如果寫不出好和絃就該在灑滿陽光的鋼琴前一起吃布丁（编、監）
- 谢春花 - Summer Bossa（编、監）
- 谢春花 - 废墟之上（编、監）
- 盤菜瑩子 - 偶像（曲、编、監）
- 谭杏蓝 - 傻大姐（编、監）
- 陈奕迅 - 我们万岁（曲、編）

### 2019年
- 金玟岐 - 你像風來了 （曲、编）
- 林宥嘉、郁可唯 - 追尋年少的光 （曲、编）
- 鄭湫泓 - 你记得吗（曲）
- HITA - 鳳求凰 （曲、编）
- 鄺柏廉 - Lullaby of you （曲、编、監）
- 羅凱鈴 - 约定 （编、監）
- 羅凱鈴 - 雨季不再來 （编、監）
- 羅凱鈴 - 傻子 （编、監）
- 羅凱鈴 - 每天爱你多一些 （编、監）
- 羅凱鈴 - 不一樣的我們 （编、監）
- 徐天佑 - 求 （编）
- 盧巧音 - 一晚白頭（弦乐编写）
- 野佬 - 相聚一刻 （编、監）
- 林日曦 - 小人物 （编、監）

### 2020年
- 羅凱鈴 - 定喜歡你（编、監）
- 林日曦 - 怕死的原因 （编、監）
- 林日曦 - 見字飲水 （编、監）
- 林日曦 - 係呀係呀 （编、監）
- 盧巧音 - 黑暗中漫舞（编、監）

### 2021年
- ToNick - 離散序（弦乐编写）

### 2023年
- 林日曦、田蕊妮 - 一場夫妻（编、監）

### 2024年
- 廖嘉敏 - 私人風呂（曲、编、監）

## 创作影视配乐

### 电影
| 上映年份 | 电影                   |
| -------- | ---------------------- |
| 2004年   | 《公主復仇記》         |
| 2005年   | 《非常青春期》         |
| 2005年   | 《AV》                 |
| 2010年   | 《志明與春嬌》         |
| 2011年   | 《將愛情進行到底》     |
| 2012年   | 《春娇与志明》         |
| 2012年   | 《低俗喜劇》           |
| 2013年   | 《越來越好之村晚》     |
| 2013年   | 《飛虎出征》           |
| 2013年   | 《爆3俏嬌娃》          |
| 2014年   | 《金雞SSS》            |
| 2014年   | 《整容日記》           |
| 2014年   | 《小時代3：刺金時代》  |
| 2015年   | 《衝上雲霄》           |
| 2015年   | 《12金鴨》             |
| 2015年   | 《同班同學》           |
| 2016年   | 《我的特工爺爺》       |
| 2017年   | 《29+1》               |
| 2018年   | 《某日某月》           |
| 2019年   | 《恭喜八婆》           |
| 2020年   | 《我在時間盡頭等你》   |
| 2021年   | 《你的世界如果沒有我》 |
| 2021年   | 《好好拍電影》         |
| 2022年   | 《阿媽有咗第二個》     |
| 2022年   | 《飯戲攻心》           |
| 2023年   | 《燈火闌珊》           |
| 2023年   | 《不日成婚2》          |
| 2024年   | 《飯戲攻心2》          |

### 电视剧
- 《夏至未至》
- 《流淌的美好時光》
- 《我的莫格利男孩》
- 《蓬萊間》

### 舞台剧及 Talk Show
- 《大MK日》
- 《半厭世》
- 《悲但真》
- 《大辭職日》
- 《我殺死了尊貴客戶》